# Candida fluviatilis
Candida fluviatilis är en svampart som beskrevs av L.R. Hedrick 1976. Candida fluviatilis ingår i släktet Candida, ordningen Saccharomycetales, klassen Saccharomycetes, divisionen sporsäcksvampar och riket svampar.   Inga underarter finns listade i Catalogue of Life.